# 索斯諾夫卡 (基洛夫州)
56°15′N 51°17′E / 56.250°N 51.283°E
索斯諾夫卡（俄语：Сосно́вка）是俄羅斯基洛夫州南部的一個城市，位於維亞特卡河左岸，距基洛夫以南320公里。2020年人口10,743人。